# Alex Solowitz
Alex Solowitz (contea di Los Angeles, 15 dicembre 1979) è un attore statunitense.
Solowitz nasce da una famiglia di origine ebrea. Il suo vero debutto lo compie nella serie di MTV 2gether.
Tra i film più importanti dove ha recitato: Garden in the Night e Alpha Dog. Prova recitativa di spessore, elogiata anche dalla critica statunitense, Solowitz la fornisce ne "The Onion Movie" (2007), dove recita la complicata parte del "pubblico di massa".

## Filmografia parziale
- Dark Ride, regia di Craig Singer (2006)
- The Onion Movie, regia di James  Kleiner (2007)
- Alpha Dog, regia di Nick Cassavetes (2006)

## Doppiatore
- Max Hass in Wolfenstein II: The New Colossus [1]

## Doppiatori italiani
Nelle versioni in italiano delle opere in cui ha recitato, Alex Solowitz è stato doppiato da:
- Alberto Caneva in NCIS - Unità anticrimine
- Alessandro Quarta in Alpha Dog
- Oreste Baldini in CSI - Scena del crimine
- Carlo Scipioni in CSI: NY
- Marco De Risi in The Closer
- Gabriele Marchingiglio in 9-1-1